# Vila Pública
A Vila Pública (em latim: Villa Publica) era um prédio da Roma Antiga situado no Campo de Marte, famoso por ser um dos mais antigos edifícios de Roma e o único público a ser edificado ali antes do fim da República Romana. Seu nome, como sugerido pelos estudiosos, aplica-se não somente ao edifício, mas ao espaço aberto circundante, onde boa parte dos negócios da Vila Pública ocorreram. Foi estabelecida em 435 a.C. pelos censores Marco Gegânio Macerino e Caio Fúrio Pácilo Fuso para servir como base dos censores. No recinto chamado Ovília, os romanos reuniam-se na assembleia das centúrias para votar, realizavam os censos e cobravam e regularam os exércitos. Fora sua função original, também serviu, segundo Tito Lívio, como abrigo às embaixadas inimigas à Roma.
O edifício foi restaurado e ampliado em 194 a.C. e provavelmente novamente em algum momento após 55 a.C., quando foi descrito num denário de Públio Fonteio Capitão, e antes do reinado do imperador Tibério (r. 14–37), quando Valério Máximo referiu-se a ele no passado. Para Samuel Ball Platner, a reconstrução teria ocorrido ca. 34 a.C. e teria sido encabeçada pelo próprio Fonteio Capitão. Segundo a descrição do denário, era um recinto murado dentro do qual havia um edifício quadrangular com dois andares, dos quais o inferior abriu para fora com uma fileira de arcos. Marco Terêncio Varrão afirma que o prédio era decorado com pinturas e estátuas.
Sua localização exata é desconhecida. Para Platner, provavelmente esteve em algum lugar ao norte da moderna Praça de Jesus, pois segundo descrição dos autores clássicos o edifício localizava-se próximo à Septa Júlia, ao Circo Flamínio e ao Templo de Belona, de tal modo que, o senado, reunido no último, pode ouvir os gritos dos 4 000 presos que estavam sendo executados no interior da Vila Pública por ordens de Sula após sua vitória na batalha da Porta Colina de 82 a.C.. Seja como for, é consensual que o espaço aberto da Vila Pública incluía o território imediatamente a sul do Diribitório e leste da Área Sagrada do Largo de Torre Argentina, bem como parte da área do Templo de Ísis Campense.
Sob Augusto (r. 27 a.C.–14 d.C.), essa zona foi ocupada pelo Pórtico de Minúcio e o Teatro de Balbo, porém, segundo indicação Josefo, sob a dinastia flaviana ainda havia porções desocupadas. Para Andrew B. Gallia, sob Augusto a Vila Pública teria sido limitada a sul pelo distrito residencial de Palacina. Para Lawrence Richardson Jr., parte do edifício e o Altar de Marte teriam sido transformados, sob Domiciano (r. 81–96), no Templo dos Divinos.

## Localização
| Planimetria do Campo de Marte meridional |
| --- |
| Tibre Navália Circo Flamínio Teatro de Marcelo T. de DianaC T. da Piedade T. de Jano T. de Juno T. de Spes Templo de Belona Templo de Apolo Sosiano Templo de Júpiter Estator Templo de Juno Regina Pórtico de Otávia Portico de Filipo T. de Hércules Portico de Otávio Teatro de Balbo Cripta de Balbo Portico de Minúcio T. das Ninfas Diribitório T. de Juturna T. da Fortuna T. de Ferônia T. dos Lares Permarinos Cúria de Pompeu Portico de Pompeu Teatro de Pompeu Templo da Vênus Victrix Templo de Marte Santuário de Hércules Grande Vigia Templo de Castor e Pólux Ponte Fabrício Ilha Tiberina Pórtico dos Máximos T. de Netuno Pórtico dos Deuses Vila Pública Hecatostilo T. da Fortuna Equestre Anfiteatro de Estacílio Tauro (?) |